# 극동 선수권 대회

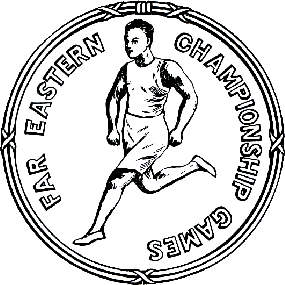

극동 선수권 대회(영어: Far Eastern Championship Games), 혹은 극동 경기 대회(영어: Far East Games)는 과거 동아시아 지역의 종합 스포츠 대회로, 아시안 게임의 전신이다.
극동 선수권 대회는 1912년, 당시 필리핀 선수 협회장과 마닐라 카니발 행사를 주관하고 있던 E. S. 브라운이 일본과 중화민국(당초 청나라였으나 신해혁명으로 인해 변경됨)에게 "극동 올림픽 경기 대회"를 제안한 것이 효시가 되었으며, 1911년부터 1913년까지 필리핀 아마추어 선수 협회 회장을 지내기도 했던 윌리엄 카메론 포브스 총독이 극동 올림픽 협회를 설립하게 된다.
이후 1913년 2월 4일, 필리핀 마닐라의 카니발 운동장 (현재의 리살 기념 종합 운동장)에서 제1회 극동 올림픽 경기 대회가 열리게 되었다. 이 대회는 8일 동안 열렸으며, 필리핀, 중화민국, 일본 제국, 영국령 동인도(말레이시아), 타이, 영국령 홍콩이 참가했다.
1915년 중국 상하이에서 열린 제2회 대회에서는 대회 명칭이 극동 선수권 대회로, 협회 명칭 또한 극동 체육 협회로 변경되었다. 극동 선수권 대회는 일본이 1929년 대회를 1930년으로 연기한 것을 제외하고는 2년마다 개최되었으며, 극동 체육 협회는 이 대회를 1934년 필리핀에서 열린 제10회 대회부터 4년마다 개최하기로 결정하였다.
1934년 대회는 네덜란드령 동인도(인도네시아)가 참가하였으며, 중국은 일본의 만주사변과 동시에 건국된 만주국을 출전국에 올린 것에 대한 항의로 탈퇴하면서 사실상 유명무실화된 대회가 되었다. 한편, 1938년 일본 오사카에서 열릴 예정이었던 제11회 대회는 1937년, 일본의 중국 침략과 동시에 일어난 루거우차오 사건과 중일 전쟁이 발발하자 급히 취소하고, 불안한 아시안 정세를 이유로 극동 체육 협회를 해체하면서 극동 선수권 대회도 함께 폐지되었다.

## 역대 대회 목록
| 연도   | 회 | 개최도시 | 개최국    | 날짜     |
| ------ | -- | -------- | --------- | -------- |
| 1913년 | 1  | 마닐라   | 필리핀    | 2월      |
| 1915년 | 2  | 상하이   | 중화민국  | 5월      |
| 1917년 | 3  | 도쿄     | 일본 제국 | 5월      |
| 1919년 | 4  | 마닐라   | 필리핀    | 5월      |
| 1921년 | 5  | 상하이   | 중화민국  | 6월      |
| 1923년 | 6  | 오사카   | 일본 제국 | 5월      |
| 1925년 | 7  | 마닐라   | 필리핀    | 5월      |
| 1927년 | 8  | 상하이   | 중화민국  | 8월      |
| 1930년 | 9  | 도쿄     | 일본 제국 | 5월      |
| 1934년 | 10 | 마닐라   | 필리핀    | 5월      |
| 1938년 | 11 | 오사카   | 일본 제국 | (취소됨) |

## 같이 보기
- 아시안 게임